# 湯托巴辛 (亞利桑那州)
湯托巴辛（英語：Tonto Basin）是位於美國亞利桑那州希拉縣的一個人口普查指定地區。根據2010年美國人口普查，該地人口為1424人，而該地的面積約為81.12平方千米。

## 地理
湯托巴辛的座標為33°50′24″N 111°17′05″W / 33.84000°N 111.28472°W，而該地最高點為海拔高度682米（即2238英尺）。